# Carlos Carrión Cruz
Carlos Carrión Cruz, nacido en 1956, es un político e ingeniero civil nicaragüense. 

## Biografía
De 1979 a 1985 fue líder de la Juventud Sandinista (JS). 
Fue alcalde de Managua de 1988 a 1990  y también miembro del Frente Sandinista de Liberación Nacional (FSLN). 

## Familia
Muchos de los familiares de Carrión Cruz también han estado involucrados en la política nicaragüense. Hermanos suyos son Luis Carrión Cruz, uno de los nueve miembros de la Dirección Nacional del FSLN,  y Gloria Carrión Cruz, Secretaria General de AMNLAE, la organización de mujeres sandinistas.  Es sobrino de Arturo Cruz y primo de Arturo Cruz Sequeira, así como primo de Javier Carrión McDonough.  La cineasta Gloria Carrión Fonseca, es hija suya y de Ivette Fonseca, asesora del ministro de Educación a finales de los ochenta.